# Bab Al Bahrain

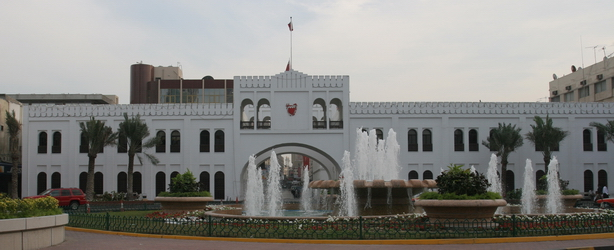
Bab Al Bahreïn

Bab Al Bahreïn, ou la porte de Bahreïn, (en arabe : باب البحرين, Bab al-Bahrayn), située dans le Square des douanes dans le vieux Quartier Central des Affaires de Manama, marque l'entrée principale du Souq de Manama.
Conçue par Sir Charles Belgrave, conseiller de l'Émir, achevée en 1945, la Bab Al Bahreïn, autrefois en bord de mer, se trouve actuellement à 10 minutes de marche à pied du rivage.
L'avenue du Gouvernement, qui longe Bab Al Bahreïn, et la nouvelle route qui mène, par la chaussée du roi Fahd, en Arabie saoudite, ont été construites sur une friche. Le Bahrain Financial Harbour est en cours de construction sur les terres récupérées encore plus loin.
Le monument lui-même, rénové en 1986, incorpore des caractéristiques architecturales islamiques. Aujourd'hui, le rez-de-chaussée abrite le bureau d'information touristique et une boutique d'artisanat. Le monument se compose essentiellement d'une immense arche, au-dessus d'une route souvent désignée comme l'entrée du souk de Manama.
L'avenue du Gouvernement, face à Bab Al Bahreïn, héberge beaucoup de grandes banques et d'établissements commerciaux, et les bureaux de l'ensemble du gouvernement de Bahreïn. La Ville d'Or (qui n'est pas le Souk de l'or) est un complexe commercial pour les ornements en or, également situé sur cette avenue. On y trouve aussi une succursale du géant indien de la bijouterie Alukkas.